# Статкевич, Артём Александрович
Статкевич Артём Александрович (16 августа 1918, Уфа — 21 мая 1992, Днепропетровск) — советский горный инженер, бывший директор Криворожского центрального горно-обогатительного комбината имени 50-летия Советской Украины Министерства чёрной металлургии Украинской ССР. Герой Социалистического Труда (1971).

## Биография
Родился 16 августа 1918 года в деревне Соболяково города Уфа Уфимской губернии Российской империи. Русский.
В 1920 году вместе с семьёй переехал в посёлок Долгинцево, здесь окончил семь классов школы. С 1932 года начал работать разнорабочим на шахте. В 1937 году без отрыва от работы окончил Криворожский горнорудный техникум.
С 1937 году работал горным мастером, начальником участка, техническим руководителем шахты имени Валявко шахтоуправления имени Ильича.
В 1939 году призван в Красную армию. Участник Великой Отечественной войны с июня 1941 года, служил старшим радиотелеграфистом роты управления 11-й отдельной тяжёлой танковой бригады. Участвовал в обороне Белоруссии, в Сталинградской, Курской, Корсунь-Шевченковской битвах,  Как стрелок-радист участвовал в битве под Прохоровкой. Освобождал Венгрию, дошёл до Берлина, вместе с генералами Чуйковым и Рыбалко выступил на митинге.
После демобилизации в 1945 году вернулся в Кривой Рог. Был назначен начальником шахты «Центральная» Ингулецкого рудника. В 1956 году с отличием окончил высшие инженерные курсы при Криворожском горнорудном институте и получил специальность горного инженера.
С 1956 года — управляющий рудоуправлением имени Р. Люксембург. Инициатор отбойки руды разбуриванием массивов глубокими скважинами, применения металлокрепи на подэтажных выработках и других новшеств. При его руководстве рудник вдвое повысил производительность труда.
С 1961 года — директором Криворожского центрального горно-обогатительного комбината имени 50-летия Советской Украины. Решал проблемы обогащения окисленных руд магнитным способом, производства железорудных окатышей.
Указом Президиума Верховного Совета СССР от 30 марта 1971 года за выдающиеся успехи, достигнутые в выполнении заданий пятилетнего плана по развитию чёрной металлургии, Статкевичу Артёму Александровичу присвоено звание Героя Социалистического Труда со вручением ордена Ленина и золотой медали «Серп и Молот».
С 1970 года — начальник главка Министерства чёрной металлургии УССР. Позднее назначен заместителем министра чёрной металлургии УССР.
Жил в Днепропетровске, где и умер 21 мая 1992 года.
Артём Александрович был автором ряда монографий, научных работ, статей по горной тематике. Инициатор внедрения циклично-поточной технологии на глубоких карьерах.

## Награды
- Медаль «За оборону Сталинграда» (12.07.1943);
- Медаль «За отвагу» (01.03.1944);
- трижды Орден Красной Звезды (12.09.1942, 19.08.1943, 11.05.1945);
- Медаль «Серп и Молот» (30.03.1971);
- трижды Орден Ленина (19.07.1958; 22.03.1966; 30.03.1971);
- дважды Орден Отечественной войны 2-й степени (22.03.1945, 11.03.1985).

## Память
Имя на Стеле Героев в Кривом Роге.